# DarkBASIC
DarkBASIC (від англ. dark — темний і BASIC) — спеціалізована мова програмування, створена компанією The Game Creators спеціально для створення тривимірних та двовимірних ігор. Структура мови запозичена з BASIC, також мова схожа на AMOS, що використовувалася на Amiga.
З BASIC у DarkBASIC перейшли більшість інструкцій, також додано специфічні команди, що стосуються ігрового рушія, розробленого в The Game Creators для створення ігор з використанням DirectX.

## Можливості мови
- Зображення
  - Автоматичне використання подвійного буфера
  - Можливість роботи програми у повноекранному режимі
  - Анімація
- Введення-виведення
  - Введення з миші, клавіатури, джойстиків та інших ігрових контролерів
  - Зворотний зв'язок (force feedback)
  - Системні виклики
  - Робота з файлами
- Звук
- 2D
  - Процедури малювання у 2D
  - Швидкий 2D-бліттинг
  - Напівпрозорість
  - Спрайти, зокрема анімовані
  - Визначення зіткнень із піксельною точністю
- 3D
  - Вбудовані 3D-примітиви
  - Анімація моделей
  - Освітлення
  - Текстурування

## DarkBASIC Professional
DarkBASIC Professional розроблялася як заміна DarkBASIC. Поточна версія — 7.62 (1.0762), випущена 12 травня 2012 року.
На відміну від DarkBASIC, «професійна» версія генерує машинний код. Спочатку використовувано DirectX 8.1, але пізніше оновлено для використання DirectX 9.0c. Мова по суті така ж, як і DarkBASIC, з деякими доповненнями. Зокрема є можливість комбінувати прості типи в структури.
У листопаді 2009 The Game Creators до свого 10-річного ювілею випустила безплатну електронну версію DarkBASIC Professional.
Нині DarkBasic Professional є програмним засобом з відкритим сирцевим кодом.

## Приклади
Приклад програми «Hello, World!», написаної на DarkBASIC:
```
PRINT
 
"Hello, World!"

WAIT
 
KEY

```

```
SET
 
TEXT
 
SIZE
 
40

INK
 
RGB
 
(
0
,
0
,
0
),
 
RGB
 
(
0
,
0
,
255
)

PRINT
 
"Hello,"

WAIT
 
5000

SET
 
TEXT
 
SIZE
 
20

INK
 
RGB
 
(
0
,
0
,
0
),
 
RGB
 
(
255
,
0
,
0
)

CLS

PRINT
 
"World!"

WAIT
 
KEY

```

Нижче наведено приклад програми яка працює з кубами:
```
Sync
 
On

Sync
 
Rate
 
60

Make
 
Object
 
Cube
 
1
,
 
25

Color
 
Object
 
1
,
 
RGB
(
128
,
 
64
,
 
78
)

Position
 
Camera
 
30
,
 
30
,
 
30

Point
 
Camera
 
0
,
 
0
,
 
0

Make
 
Light
 
1

Position
 
Light
 
1
,
 
0
,
 
30
,
 
0

Do

 
If
 
Downkey
()
=
1
 
then
 
Pitch
 
Object
 
Down
 
1
,
1

 
If
 
Upkey
()
=
1
 
then
 
Pitch
 
Object
 
Up
 
1
,
1

 
If
 
Leftkey
()
=
1
 
then
 
Turn
 
Object
 
Left
 
1
,
1

 
If
 
Rightkey
()
=
1
 
then
 
Turn
 
Object
 
Right
 
1
,
1

 
Sync

Loop

```